# Хавасупаи
Хавасупаи (на английски: Havasupai) е малко юманско племе, което обитава територия от около 145 км широка и около 120 км дълга, простираща се на платото Коконино и включваща района на Катаракт Каньон. Територията им се простира от южния бряг на река Колорадо, през Гранд Каньон до Бил Уилямс Маунтън и Сан Франциско Пийк на юг и от Обри Клифс на изток през платото Коконино до над река Литъл Колорадо в северна Аризона, САЩ. Културно и езиково са свързани с хуалапаи, с които вероятно са били едно племе в миналото.

## Култура
Предполага се, че хавасупаи са преки наследници на културата Коконино, която е част от по-голямата култура Хакатая. Тази култура се заражда на платото южно от Гранд Каньон около 600 г. Между 1050 г. и 1200 г. предците на хавасупаи заменят платото Коконино за Катаракт Каньон. След 1300 г. се връщат отново на платото. От този момент започват да развиват икономическия си живот в две направления, земеделие в каньона на Катаракт Крийк през лятото и лов и събирачество на платото през зимата. Събирането на диви растения и семена обикновено се извършва от жените. Мъжете ловуват елени, планински овце, зайци и различни други дребни животни. На плодородната почва в каньона на Катаракт Крийк засаждат нивички с царевица, боб, тикви, памук и слънчоглед. По-късно, след срещата им с испанците въвеждат дините, пъпешите и различни овошки.
Основно жилище през цялата година е конична колиба от рамка от пръти покрита със слама и пръст. Използват също така и скалните укрития за подслон. Дрехите им са изработени от еленови кожи. Основното мъжко облекло е риза, гамаши, набедреник, лента на главата и мокасини, а за жените дълга рокля от две части пристегната в кръста с преплетени влакна от юка или с текстилен колан, и високи до коленете мокасини на краката. Жените носят косите си свободни и рошави, подстригани над челото. Мъжете също носят косите си дълги, подстригани отпред и спускащи се отзад. Жените изработват качествени кошници за различно предназначение, а мъжете красиви лъжици от рогата на планинска овца.
Основна социална единица е семейството. Няколко семейства, които живеят и се трудят заедно в определен район формират отделна местна група. Известни са 10 техни местни групи, които формират племето. Всяка група е автономна, ръководена от вожд, но реалната власт е съсредоточена в ръцете на Съвета на старейшините, който взима решения по въпроси касаещи групата с консенсус.
Бракът, който се формализира след официална церемония е донякъде матрилокален – мъжът се мести при семейството на жена си, където живеят, докато им се роди първото дете. След това младото семейство се мести в собствен дом.

## История
За първи път хавасупаи се споменават от испанците през 1665 г. под името „конинас“. Преди 1776 г. имат спорадични контакти с бели трапери и изследователи. През 1776 г. Франциско Гарсес пише, че среща около 320 „ябипаи хабесо“ (хавасупаи). След това племето продължава да живее изолирано от външни хора на сухото плато Коконино чак до средата на 19 век. Благодарение на тази изолация те успяват да запазят почти непроменени начина си на живот и традиции до 1870 г., когато в Катаракт Каньон е открито сребро и хиляди авантюристи навлизат в района. Племето моли правителството да им помогне и да ги защити от посегателствата на миньорите. Вследствие на това през 1880 г. е създаден малък резерват за племето в каньона на Катаракт Крийк. До 1975 г. хавасупаи успяват да си възвърнат по-голямата част от земите и започват да процъфтяват. Днес около 640 души се определят за чистокръвни хавасупаи и продължават да живеят в родните си земи. Отделно още около 200 души претендират за хавасупаи потекло. Тъй като живеят в един от най-красивите и плодородни райони на Големия каньон, днес племето развива изключително печеливш туризъм и доходоносно земеделие.